# Ulrich Schulte-Wülwer
Ulrich Schulte-Wülwer (* 15. Dezember 1944 in Meppen) ist ein deutscher Kunsthistoriker. Der Schwerpunkt seiner Arbeit liegt auf der Kunst des 19. und 20. Jahrhunderts und auf der Malerei in Norddeutschland.

## Leben
Schulte-Wülwer beendete sein Studium der Kunstgeschichte in Münster, Berlin und Kiel 1974 mit der Promotion. Anschließend ging er als Kustos an das damalige Städtische Museum für Kunst- und Kulturgeschichte für das Herzogtum Schleswig nach Flensburg. 1983 wurde er dessen Direktor. Im gleichen Jahr wurde er Geschäftsführer des Kunstvereins Flensburg und dessen Ehrenmitglied. Im Jahr 2002 ernannte die damalige Ministerpräsidentin Heide Simonis den Chef des inzwischen zum Museumsberg erweiterten Hauses zum Honorarprofessor. Seit Ende 2009 ist er im Ruhestand. Er ist Ehrenmitglied des Flensburger Kunstvereins, Präsident der Harro-Harring-Gesellschaft mit Sitz in Husum und Aufsichtsratsvorsitzender des Museums Kunst der Westküste in Alkersum auf Föhr.
Schulte-Wülwer ist Träger des Verdienstordens des Landes Schleswig-Holstein, der ihm am 5. Mai 2011 verliehen wurde.

## Schriften (Auswahl)
Dieter Lohmeier: Schriftenverzeichnis Ulrich Schulte-Wülwer. In: Nordelbingen. Beiträge zur Kunst- und Kulturgeschichte Schleswig-Holsteins. Bd. 78, 2009, S. 299ff.
- Das Nibelungenlied in der deutschen Kunst und Kunstliteratur zwischen 1806 und 1871. Philosophische Fakultät der Universität Kiel, Dissertation, 1974.
- Das Nibelungenlied in der deutschen Kunst des 19. und 20. Jahrhunderts (= Kunstwissenschaftliche Untersuchungen des Ulmer Vereins, Verband für Kunst- und Kulturwissenschaften. Bd. 9). Anabas, Gießen 1980, ISBN 3-87038-069-1 (zugleich: Kiel, Universität, Dissertation, 1974).
- (Redaktion) Käte Lassen (1880–1956). Städtisches Museum Flensburg. Begleitheft anlässlich der Ausstellung im Städtischen Museum, 2.11.–7.12.1980. Städtisches Museum, Flensburg 1980.
- Schleswig-Holstein in der Malerei des 19. Jahrhunderts. Hrsg. von der Brandkasse-Provinzial-Versicherungsgruppe, Kiel. Boyens, Heide 1980, ISBN 3-8042-0247-0.
- Bildführer. Städtisches Museum Flensburg. Städtisches Museum, Flensburg 1981.
- Herbert Marxen (1900–1954). Ein Flensburger Karikaturist in den letzten Jahren der Weimarer Republik. Ausstellung im Städtischen Museum Flensburg vom 17.10.–28.11.1982/im Kieler Stadt- und Schiffahrtsmuseum vom 30.1.–27.3.1983. [hrsg. vom Städt. Museum Flensburg], Städtisches Museum, Flensburg 1982.
- Richard von Hagn. Ein Malerleben zwischen Husum und Dresden. Husum 1983 (Schriften des Nordfriesischen Museums Nissenhaus Husum, Bd. 18), ISBN 978-3-88042-216-2
- Malerei in Schleswig–Holstein. Katalog der Gemäldesammlung des Städtischen Museums Flensburg. Boyens, Heide 1989, ISBN 3-8042-0467-8
- Künstlerkolonie Ekensund am Nordufer der Flensburger Förde. Boyens, Heide 2000. ISBN  978-3-8042-0867-4.
- Künstlerinsel Sylt. Boyens, Heide 2005, ISBN 3-804-21171-2.
- Wächtersbacher Steingut – Die Sammlung Angelika Jensen. Museumsberg, Flensburg 2006, ISBN 978-3-00-018533-5.
- Sehnsucht nach Arkadien – Schleswig-Holsteinische Künstler in Italien. Boyens, Heide 2009, ISBN 978-3-8042-1284-8.
- „Der Mann verdient Beachtung.“ Die Wiederentdeckung des Malers Sophus Hansen. Zur Ausstellung des Malers Sophus Hansen in Schloss Glücksburg vom 4. bis 29. Oktober 2009: Sophus Hansen – ein Malerleben zwischen Glücksburg, Hamburg und Weimar. Boyens, Heide 2009, ISBN 978-3-8042-1296-1.
- Föhr, Amrum und die Halligen in der Kunst. Boyens, Heide 2003; völlig überarbeitete Neuausgabe 2012, ISBN 978-3-8042-1346-3
- Kieler Künstler – Band 1: Kunstleben und Künstlerreisen 1770–1870. Boyens, Heide 2014 (Sonderveröffentlichungen der Gesellschaft für Kieler Stadtgeschichte; 75), ISBN 978-3-8042-1406-4.
- Kieler Künstler – Band 2: Kunstleben in der Kaiserzeit 1871–1918. Boyens, Heide 2016 (Sonderveröffentlichungen der Gesellschaft für Kieler Stadtgeschichte; 81), ISBN 978-3-8042-1442-2.
- Der Kieler Maler Carl Arp (1867–1913). Ulrich Schulte-Wülwer & Telse Wolf-Timm. Herausgeber Doris Tillmann für das Kieler Stadt- und Schifffahrtsmuseum, Kiel 2016, ISBN 978-3-86935-282-4.
- Ernst Eitner – Leben und Werk. Verlag Atelier im Bauernhaus, Fischerhude 2017, ISBN 978-3-96045-090-0.
- Sylt in der Kunst. Boyens, Heide 2018, ISBN 978-3-8042-1481-1.
- Kieler Künstler – Band 3: In der Weimarer Republik und im Nationalsozialismus 1918–1945. Boyens, Heide 2019 (Sonderveröffentlichungen der Gesellschaft für Kieler Stadtgeschichte; 88), ISBN 978-3-8042-1493-4.
- Die Worpsweder Malerin Emmy Meyer (1866–1940). Verlag Atelier im Bauernhaus, Fischerhude 2021, ISBN 978-3-96045-082-5.
- Der Hoffotograf Wilhelm Dreesen und die Anfangsjahre der Fotografie in Flensburg. Gesellschaft für Flensburger Stadtgeschichte, Flensburg 2024 (Gesellschaft für Flensburger Stadtgeschichte. Kleine Schriftenreihe; 47), ISBN 978-3-925856-93-8.
- Die Entdeckung der Natur. Landschaftsbilder der Weimarer Malerschule in der Sammlung Rasmus. Michael Imhof Verlag, Petersberg 2025, ISBN 978-3-7319-1519-5.